# Kanekoa Texeira
Pour les articles homonymes, voir Texeira.
Kanekoa Jacob Texeira, né le 6 février 1986 à Maui (Hawaii) aux États-Unis, est un ancien lanceur de relève droitier au baseball.

## Carrière
Kanekoa Texeira est drafté en 2006 au 22e tour par les White Sox de Chicago. Dans les ligues mineures, il est employé comme stoppeur en 2007 et 2008 et connaît des saisons de 16 et 21 sauvetages. En 2008, sa moyenne de points mérités n'est que de 1,33 en 51 sorties pour deux clubs affiliés aux White Sox. Ces derniers l'échangent cependant aux Yankees de New York avec Nick Swisher le 13 novembre 2008, en retour de l'avant-champ Wilson Betemit et des lanceurs Jeffrey Marquez et Jhonny Nunez. 
Texeira évolue en ligue mineure pour les Yankees puis est sélectionné par les Mariners de Seattle le 10 décembre 2009 au repêchage de règle 5.
Kanekoa Texeira apparaît pour la première fois dans un match des majeures le 6 avril 2010 à Oakland en lançant une manche et deux tiers en relève pour les Mariners face aux A's. Il accorde cinq coups sûrs et un point et écope de la défaite. Cédé au ballottage, il est réclamé par les Royals de Kansas City le 3 juin. C'est avec les Royals qu'il mérite sa première victoire en carrière le 15 juin contre Houston. Il termine la campagne avec une fiche victoires-défaites de 1-1 et une moyenne de points mérités de 4,84 en 61 manches et un tiers lancées dans 43 sorties comme releveur.
Après avoir commencé la saison 2011 à Kansas City, il est de nouveau cédé au ballottage et réclamé par les Yankees de New York le 25 mai. Ces derniers le libèrent de son contrat le 6 juillet suivant, sans l'avoir entre-temps rappelé dans les majeures. Le 15 décembre 2011, il signe un contrat des ligues mineures avec les Reds de Cincinnati.
Texeira est le cousin de Shane Victorino.

## Statistiques
| Saison | Équipe      | G  | GS | CG | SHO | V | D | SV | IP   | SO | ERA  |
| ------ | ----------- | -- | -- | -- | --- | - | - | -- | ---- | -- | ---- |
| 2010   | Seattle     | 16 | 0  | 0  | 0   | 0 | 1 | 0  | 18.2 | 14 | 5,30 |
| 2010   | Kansas City | 27 | 0  | 0  | 0   | 1 | 0 | 0  | 42.2 | 19 | 4,64 |
| Totaux | Totaux      | 43 | 0  | 0  | 0   | 1 | 1 | 0  | 61.1 | 33 | 4,84 |

Note : G = Matches joués ; GS = Matches comme lanceur partant ; CG = Matches complets ; SHO = Blanchissages ; 
V = Victoires ; D = Défaites ; SV = Sauvetages ; IP = Manches lancées ; SO = Retraits sur des prises ; ERA = Moyenne de points mérités.